# جائزة إسبانيا الكبرى للدراجات النارية 1992
جائزة إسبانيا الكبرى للدراجات النارية 1992 هو سباق دراجات نارية أقيم بتاريخ 11 مايو 1992 في حلبة خيريز. كان الجولة الرابعة من أصل 13 في سباق الجائزة الكبرى للدراجات النارية موسم 1992. فاز الأسترالي ميك دوهان بفئة 500 سي سي بينما جاء الأمريكي وين ريني في المركز الثاني وحصل على المركز الثالث البريطاني نيال ماكنزي.

## وصلات خارجية
- الموقع الرسمي